# Residensstad
En residensstad är i Sverige den tätort (till 1970 stadskommun), och var tidigare i Finland den stadskommun, där länsstyrelsen för länet har sitt huvudsäte. Benämningen kommer av att länets landshövding har sitt residens (alltså sin bostad) där. För Sverige gäller att landstingen normalt har förlagt sin centrala förvaltning till residensstaden, men det finns några undantag. I de nya "storlänen" – Skåne län och Västra Götalands län – har landstingen (numera benämnda regioner) sin centrala administration i en av de tidigare residensstäderna (Kristianstad respektive Vänersborg). 
Det förekommer även att begreppet residensstad används som översättning av beteckningar för städer i andra länder som är huvudorter för provinser eller liknande administrativa områden, eller som benämning för orter som hyser ett officiellt residens av något slag.
Residensstaden är normalt länets största kommun; undantag i Sverige är Västernorrland och Södermanland där Sundsvall och Eskilstuna är folkrikare än residensstäderna Härnösand och Nyköping.

## Residensstäder i Sverige
| Falun, Dalarnas län (Kopparbergs län till 1996)                    |
| Gävle, Gävleborgs län                                              |
| Göteborg, Västra Götalands län (Göteborgs och Bohus län till 1997) |
| Halmstad, Hallands län                                             |
| Härnösand, Västernorrlands län                                     |
| Jönköping, Jönköpings län                                          |
| Kalmar, Kalmar län                                                 |
| Karlskrona, Blekinge län                                           |
| Karlstad, Värmlands län                                            |
| Linköping, Östergötlands län                                       |
| Luleå, Norrbottens län                                             |

| Malmö, Skåne län (Malmöhus län till 1996) |
| Nyköping, Södermanlands län               |
| Stockholm, Stockholms län                 |
| Umeå, Västerbottens län                   |
| Uppsala, Uppsala län                      |
| Visby, Gotlands län                       |
| Västerås, Västmanlands län                |
| Växjö, Kronobergs län                     |
| Örebro, Örebro län                        |
| Östersund, Jämtlands län                  |

### Tidigare residensstäder i Sverige
På grund av bland annat sammanslagningar av län är följande städer i Sverige inte längre residensstäder: 
| Hudiksvall, Hudiksvalls län/Västernorrlands län (1644–1761) |
| Kristianstad, Kristianstads län (1719–1996)                 |
| Piteå, Norrbottens län (1810–1855)                          |
| Mariestad, Skaraborgs län (1660–1997)                       |
| Skara, Skaraborgs län (1634–1659)                           |
| Sundsvall, Västernorrlands län (1762–1778)                  |
| Vänersborg, Älvsborgs län (1634–1997)                       |

Först visas länets vapen, följt av residensstadens, länets namn och vilka år staden var residensstad.

## Residensstäder i Finland
Finlands län, länsstyrelser och landshövdingar avskaffades i och med utgången av 2009, med undantag för Ålands landshövding som sedan 23 december 2009 leder Statens ämbetsverk på Åland.
| Helsingfors (Nylands län, avskaffat 1997)                                                       |
| Joensuu (Norra Karelens län, avskaffat 1997)                                                    |
| Jyväskylä (Mellersta Finlands län, avskaffat 1997)                                              |
| Kouvola (Kymmene län, avskaffat 1997)                                                           |
| Kuopio (Kuopio län, avskaffat 1997)                                                             |
| Mariehamn (Ålands län / Landskapet Åland)                                                       |
| Petsamo (Petsamo län, avskaffat 1922)                                                           |
| Rovaniemi (Lapplands län, avskaffat 2009)                                                       |
| S:t Michel (Östra Finlands län, avskaffat 2009, dessförinnan S:t Michels län, avskaffat 1997)   |
| Tavastehus (Södra Finlands län, avskaffat 2009, dessförinnan Tavastehus län, avskaffat 1997)    |
| Uleåborg (Uleåborgs län, avskaffat 2009)                                                        |
| Vasa (Vasa län, avskaffat 1997)                                                                 |
| Viborg (Viborgs län, avskaffat 1945)                                                            |
| Åbo (Västra Finlands län, avskaffat 2009, dessförinnan Åbo och Björneborgs län, avskaffat 1997) |